# 見崎浄水場
見崎浄水場（みさきじょうすいじょう）は、山形県山形市にある浄水場。山形市上下水道部が管理。

## 概要
昭和40年代の高度経済成長期における水需要の伸びに対応するため、上水道第三次拡張事業の主要事業として工事が進められ、1971年に給水を開始。原水の最上川（長崎大橋下流約700mの最上川取水場（中山町大字長崎））で取水し、見崎浄水場に送り浄水処理をし、山形市内にポンプ圧送方式で給水している。薬品混和槽を兼ねた分集合井1池、高速凝集沈殿池4池、急速ろ過池12池を擁する。
給水先は山形市内の北部、西部で、市内の約33%へ給水している。

## 歴史

### 給水開始
1971年、前述した水需要に応えるべく、見崎浄水場での給水が開始した。給水までの工事を第一期とし、その後の1975年の第2期工事を経て完成した。

### 排水処理施設
1970年に制定された水質汚濁防止法に伴い、浄水運転の過程で生ずる汚泥の処理施設として、1977年に排水処理施設を建設した。運転は民間会社に委託して稼働させていた。その後、1996年度より設備更新の検討し、1998年度に高効率、省エネルギー型の長時間型加圧脱水方式の排水処理施設に更新した。

### 高度浄水施設の完成
見崎浄水場で浄水される水は当初より利用する市民から「不味い」という声が寄せられていた。特に夏の時期の水の味に対しての意見が多く、これに対し管理する山形市上下水道部は、水温の高さを理由とし、水を冷やして飲用するように呼び掛けた。しかし、時代が進むにつれ、おいしい水のブームや、浄水器の普及、厚生省によるふれっしゅ水道計画などによって水に対する関心が増し、これを受け1993年に「山形市ふれっしゅ水道整備事業基本計画」を策定し、高度浄水施設の整備を計画。1995年度に国庫補助事業として工事を着工し、1997年3月に粒状活性炭（生物活性炭）方式による高度浄水施設が完成した。総事業費は国庫補助金及び一般会計出資金を含み26億円。高度浄水施設の1日の処理水量は60,000m3である。

### 施設の長寿化へ
2018年、山形市が見崎浄水場の長寿命化計画を進めていることを発表した。

## 課題
見崎浄水場の原水の水は高濁度で降水量の他に雪解け水の影響が大きいとされる。また、鉄、マンガンが高く、N,Pの栄養塩濃度も高く、藻類が多い。ジェオスミンによるカビ臭もあるとされ、これらが課題に挙げられている。